# James Cholmondeley
James Cholmondeley (18 avril 1708-13 octobre 1775) est un officier de l'armée britannique et membre du Parlement entre 1731 et 1747. 
Il combat à Fontenoy et, pendant le soulèvement de 1745 commande une brigade à la bataille de Falkirk, où il a subi une indisposition sévère. Il se retire de la politique en 1747 et cesse son service militaire actif en 1750, bien qu'il soit promu général en 1770. 
Son mariage se termine par un divorce en 1737 et il n'a pas d'enfants; il meurt en 1775 et est enterré à l'Abbaye de Westminster. 

## Biographie

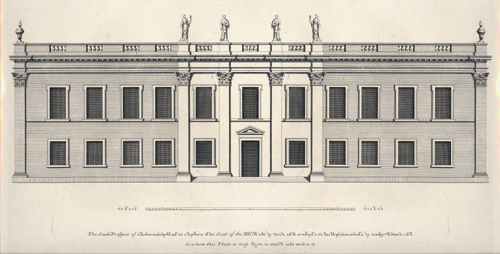
Cholmondeley Hall, où James a grandi; démoli en 1804

James Cholmondeley est né en avril 1708, troisième fils de George Cholmondeley (2e comte de Cholmondeley) et Anna Elizabeth van Ruytenburgh (vers 1672-1722). Son frère aîné, également nommé James, meurt jeune et George, vicomte Malpas (1703-1770) devient héritier. Il a trois sœurs, Henrietta (1701-1769), Elizabeth (1705-1762) et Mary (1714-1783) . 
En 1726, il épouse Lady Penelope Barry (1708-1783), unique enfant du comte de Barrymore et d'Elizabeth Savage. Elle est également l'héritière de Richard Savage (4e comte Rivers), qui possède de vastes propriétés près des terres de Cholmondeley dans le Cheshire. Le mariage n'a pas réussi et quand ils ont divorcé en 1737, l'une des conditions était que l'un et l'autre ne se remarieraient pas; cela signifiait qu'après la mort de Pénélope en 1783, les possessions de Rivers passèrent dans la famille Cholmondeley . 
Il est décédé sans enfant en 1775 et sa propriété passe son neveu, George Cholmondeley (1er marquis de Cholmondeley) .

## Carrière

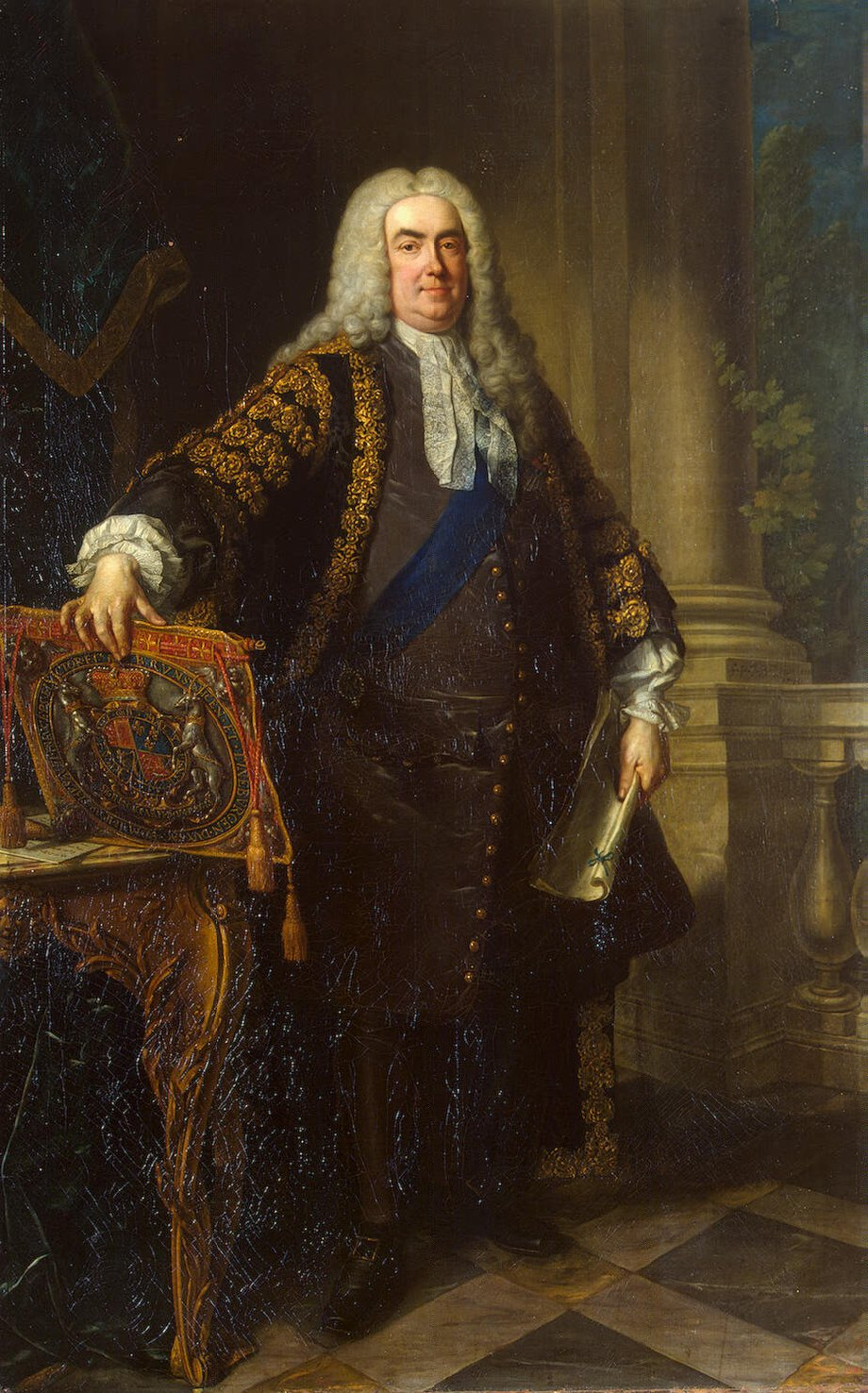
James était lié par mariage à Robert Walpole, Premier ministre whig 1721-1742

Son père bénéficie du soutien de Guillaume III en 1688 et de George Ier en 1714, récompensé par des titres et des fonctions, notamment le commandement de la 3rd Troop of Horse Guards . En avril 1725, James est engagé dans la troupe de son père, qui est normalement basée à Londres, permettant à ses officiers de combiner carrière militaire et fonction politique. 
Son frère aîné George épouse la fille de Robert Walpole, qui est premier ministre whig de 1721 à 1742. Il occupe plusieurs postes au sein du gouvernement, bien que son beau-frère Horace Walpole (1717-1797) l'ait décrit plus tard comme "un homme vain et vide", promu au-delà de ses capacités par son beau-père . 
Cette connexion conduit James à devenir député de l'arrondissement contrôlé par le gouvernement de Bossiney en 1731, puis de Camelford aux élections générales britanniques de 1734. En 1739, les tensions commerciales avec l'Espagne entraînent la guerre de l'oreille de Jenkins ; l'armée a décliné pendant la longue période de paix depuis 1715 et les premiers revers nuisent à la popularité de Walpole . 

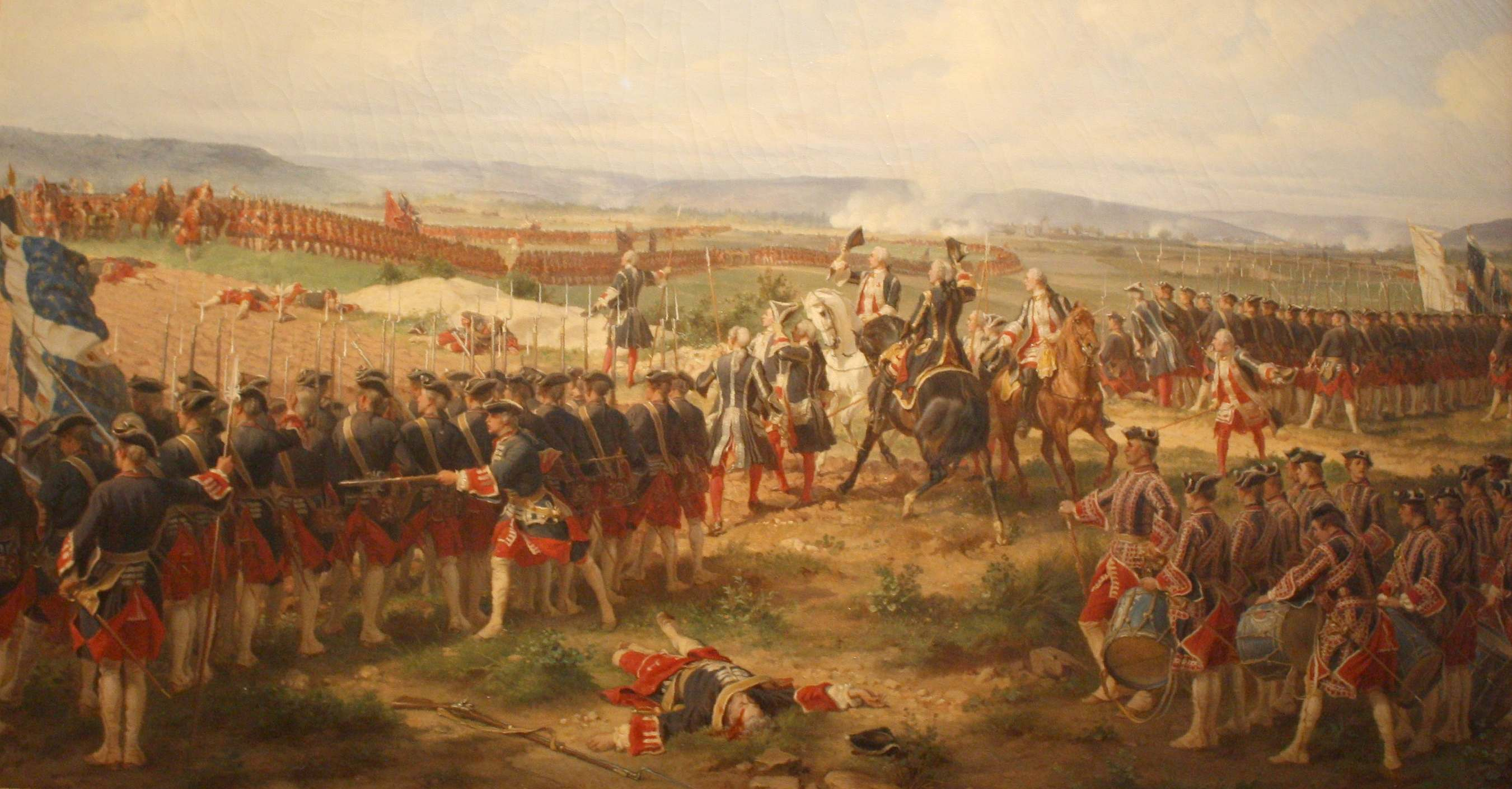
Fontenoy, mai 1745; dans le cadre de l'arrière-garde, l'unité de Cholmondeley aide les britanniques à battre en retraite en bon ordre

Cholmondeley est nommé colonel du 48e régiment d'infanterie, un nouveau régiment levé en janvier 1741 pour la guerre. Quelques mois plus tard, il est réélu député de Montgomery aux élections générales de 1741, mais le gouvernement perd plus de 40 sièges. Alors qu'il continue à soutenir le gouvernement, en février 1742, Walpole est démis de ses fonctions et remplacé par John Carteret . 
La Grande-Bretagne est alors impliquée dans la Guerre de Succession d'Autriche et Cholmondeley est transféré au 34e régiment d'infanterie en décembre 1742. Il fait campagne en Flandre de 1743 à 1745, sous le duc de Cumberland et combat à Fontenoy en mai 1745. Bien qu'il s'agisse d'une défaite anglaise, son unité fait partie de l'action d'arrière-garde qui permet à leurs forces de battre en retraite en bon ordre . 

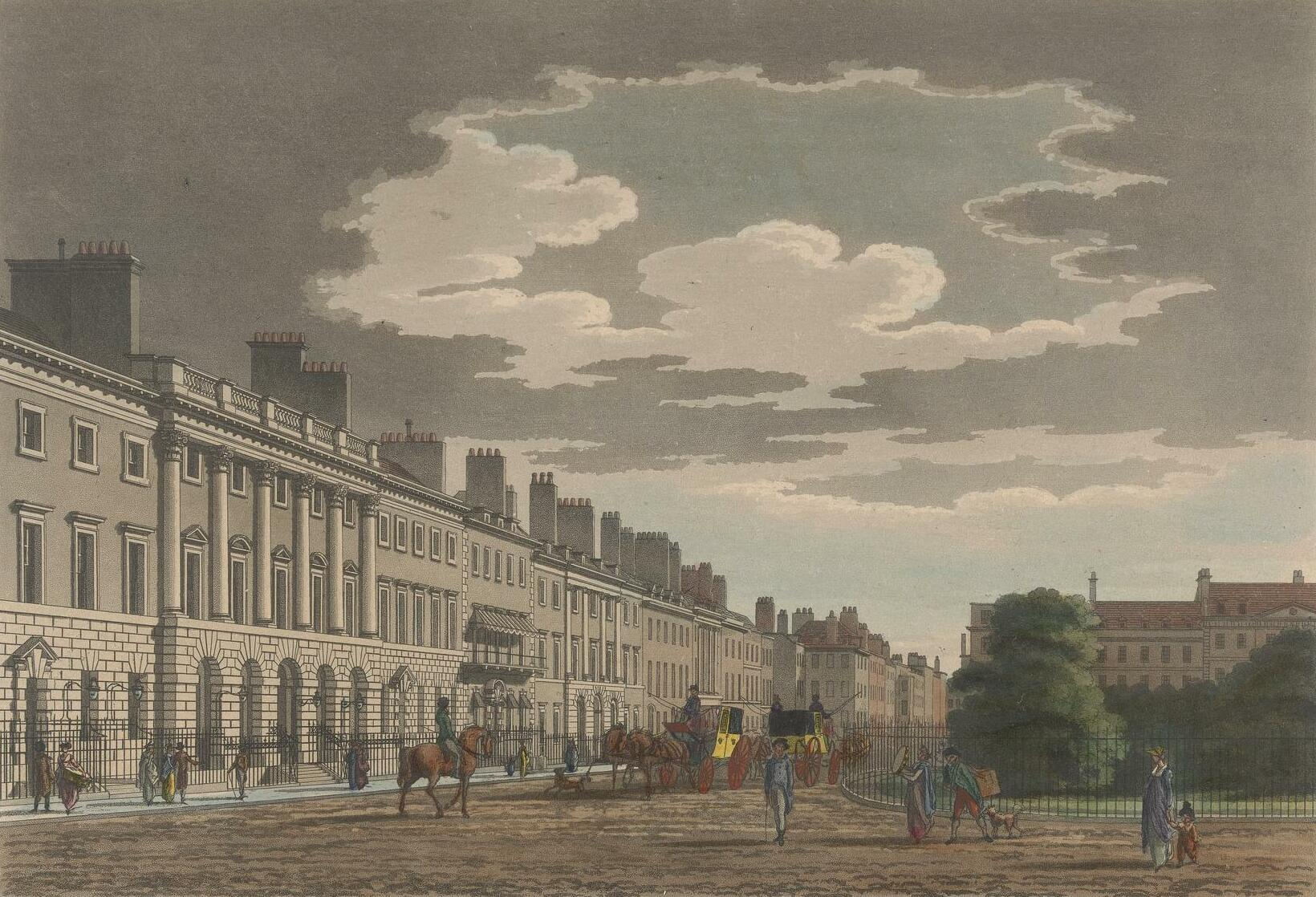
Grosvenor Square, Mayfair vers 1770; Cholmondeley vivait à proximité

Promu brigadier-général en juillet, son régiment fait partie des renforts envoyés en Grande-Bretagne en novembre lors de l'insurrection de 1745 et sert en Écosse sous Henry Hawley. Au début de janvier 1746, les Jacobites assiègent le château de Stirling. Le 13, Hawley ordonne à 4000 hommes sous Cholmondeley et John Huske au nord à Falkirk de le soulager, suivant avec 3000 autres hommes. La bataille de Falkirk commence tard dans l'après-midi du 17 janvier dans une lumière défaillante et est marquée par la confusion et les échecs de commandement des deux côtés . Une violente tempête de neige éclate lors du déploiement des régiments, ce qui rend la coordination extrêmement difficile; la gauche du gouvernement est mise en déroute mais la brigade de Cholmondeley à droite tient bon et empêche un grand succès jacobite . 
Il tombe gravement malade en raison des conditions météorologiques extrêmes et n'est pas présent avec son régiment à Culloden en avril. Cela met fin à sa carrière militaire active, bien qu'il soit resté colonel du 6e Dragons jusqu'à sa mort. Il est promu général en 1770, mais au XVIIIe siècle, cela signifie simplement que le titulaire est éligible au commandement; il y a beaucoup plus de généraux que de postes disponibles et beaucoup n’ont jamais occupé un poste actif . 
Il prend sa retraite du Parlement en 1747 et on sait peu de choses de sa vie après cela, bien que l'auteur hollandaise Isabelle de Charrière rapporte l'avoir rencontré lors de sa visite à Londres en 1766 . À la mort de son frère George, en 1770, il le remplace comme gouverneur de Chester, mais réside normalement à Carrington House, à Mayfair. Il meurt le 13 octobre 1775 et est enterré à l'Abbaye de Westminster, près de ses oncles Robert et Richard, qui sont morts en 1678 et 1680 alors qu'ils étaient élèves à la Westminster School . 

## Sources
- Avery, Emmett L, « The Opposition to Sir Robert Walpole, 1737-1739 », The English Historical Review, vol. 83, no 327,‎ 1968
- Henry Colburn, A Genealogical and Heraldic Dictionary of the Peerage and Baronetage of the British Empire, vol. 42 pt. 1, 1880 (lire en ligne)
- James Croston, Historic sites of Lancashire and Cheshire, J. Heywood, 1883 (lire en ligne), 480
- Edwards, « The Battle of Falkirk 1746 », Journal of the Society for Army Historical Research, vol. 4, no 17,‎ 1925
- Spain, Jonathan Henderson T.F, Cholmondeley, George, second earl of Cholmondeley, Online, 2004
- Trevor Royle, Culloden; Scotland's Last Battle and the Forging of the British Empire, Little, Brown, 2016 (ISBN 978-1408704011)
- Sedgwick, « CHOLMONDELEY, Hon. James (1708-75) », History of Parliament Trust, 1970 (consulté le 5 décembre 2012)
- Grant, James (author) Skrine, Francis (author), Fontenoy, Britain & The War of Austrian Succession, 1740-1748, With a Short Account of the Battle of Fontenoy, LEONAUR, 2017 (ISBN 978-1782826453)
- Wright, John (ed) Walpole, Horace (author), Letter to Sir Horace Mann, January 1742 in The Letters of Horace Walpole': Volume I, Lea & Blanchard, 1842
- Andrew B Wood, The Limits of Social Mobility: social origins and career patterns of British generals, 1688-1815, PHD LSE, 2011